# Generalkommandoen (Viborg)
Generalkommandoen er en bygning placeret på Sct. Mathias Gade 96, lige overfor Viborgs Middelalderlige Katedralskole i Viborg. Den er opført i år 1913 efter tegninger af arkitekt Søren Vig-Nielsen (1876-1964), og var indtil 2007 ejet og benyttet af Forsvaret. Bygningen har været fredet siden 2006.

## Historie
Bygningen blev bygget på grund af Viborg blev det militære centrum for Fyn og Jylland, efter Hærloven af 1909 bestemte at 2. Generalkommando skulle flyttes fra Aarhus til Viborg, som én af to Generalkommandoer i landet. Det var Viborg Kommune der skulle stå for opførslen af bygningen, og indkvartering af det medfølgende personale. Jyske Brigade fik også deres stabskvarter i bygningen. I 1923 blev Generalkommandoen i Viborg nedlagt, og der var kun Generalkommandoen i København tilbage i landet. Jyske Brigade skiftede navn til 2. Jydske Division, og igen i 1933 til Jydske Division. Staben benyttede Generalkommandoenbygningen indtil november 1942, hvor tyskerne under 2. verdenskrig flyttede alle danske militære enheder væk fra Jylland.
Efter krigens afslutning kom bygningen igen i Forsvarets besiddelse. Forsvarets Bygningstjeneste overtog bygningen i 1959, efter at indkvarteringsloven af 1924 var blev ophævet, og dermed Viborg Kommunes forpligtelser overfor personalet og bygningerne. I 1976 flyttede Bygningstjeneste selv ind i bygningen som eneste bruger af Generalkommandoen. Forsvarets Bygningstjeneste flyttede i 2007 personalet til Hjørring, og Forsvaret solgte bygningerne til en privat ejer.